# Anton von Magnus
Anton Franz Freiherr von Magnus auch Anton Iwan (* 14. Januar 1821 in Berlin; † 11. August 1882 in Görlitz) war ein preußischer Diplomat.

## Leben

### Herkunft und Familie
Anton war ein Sohn des 1853 und 1869 nobilitierten Inhabers des Bankhauses F. Mart. Magnus, Friedrich Martin von Magnus (1796–1869) und der Franziska Maria Fränkel (1801–1841). Paul Julius Reuter (1816–1899) war sein Schwager.
Er vermählte sich 1855 in Stuttgart mit Baroness Helene von Brunnow (1835–1859). Aus der Ehe ist die 1858 in Brüssel geborene Tochter Lily hervorgegangen.

### Werdegang
Magnus war zunächst preußischer Gesandtschaftssekretär in Stuttgart. Späterhin hatte er auch die Stellung eines Legationsrats inne. Von 1866 bis 1867 war er Ministerresident und Generalkonsul in Mexiko, wo er u. a. erfolglos versuchte, die Freilassung von Kaiser Maximilian zu erwirken. Hiernach war er Gesandter in Den Haag, Sankt Petersburg, Wien und Kopenhagen. Durch persönliche Berufung war er 1872 Mitglied des preußischen Herrenhauses. Seit 1875 war er Erbherr auf Amalienberg bei Gaggenau, darüber hinaus Rittmeister der Landwehr.
Er war 1869 bis 1872 außerordentlicher Gesandter und bevollmächtigter Minister im Großherzogtum Mecklenburg und in den freien Hansestädten Lübeck, Bremen und Hamburg, zudem Ehrenritter des Johanniterordens gewesen sein.

### Werke
- Das Ende des maximilianischen Kaiserreichs in Mexico. Musterschmidt, Göttingen 1965. OCLC 56003522